# Huevo del abedul de Karelia
El huevo de abedul de Carelia, también conocido como huevo de abedul, es un huevo de Fabergé, uno de los dos huevos de Pascua elaborados bajo la supervisión de Peter Carl Fabergé en 1917 para el último zar de Rusia, Nicolás II. Fue el penúltimo huevo Fabergé elaborado, antes del Huevo de la constelación del zarevich. El huevo de abedul de Carelia se consideró perdido hasta 2001 cuando el coleccionista de Moscú, Alexander Ivanov, lo compró para su Museo Nacional Ruso, que a pesar de su nombre, es una colección privada. En 2009, Ivanov abrió el Museo Fabergé en Baden-Baden, y el Huevo de abedul se encuentra ahora en ese museo. Ivanov también reclama la propiedad del Huevo de la constelación, que también se exhibe en el Museo Faberge. 

## Diseño
El huevo está hecho de paneles de abedul de Carelia enmarcados en un marco dorado. Esta es una desviación en el diseño de los huevos anteriores, que estaban mucho más ornamentados y dorados. El cambio se debió a las medidas de austeridad tomadas como resultado de la Primera Guerra Mundial, tanto por la familia imperial rusa como por la Casa de Fabergé. Varios huevos de Pascua imperiales de Fabergé creados durante la guerra, aquellos ordenados por el zar como regalos de Pascua para los miembros de la familia imperial rusa, a diferencia de otros huevos producidos por Fabergé, utilizaron materiales inusuales y menos costosos. Sin embargo, el huevo de abedul de Carelia fue el único que utilizó una sustancia orgánica, madera, como elemento de construcción principal. Su "sorpresa" era un elefante mecánico en miniatura, cubierto con diminutos diamantes de talla rosa, acompañado de una pequeña llave con incrustaciones de joyas para darle cuerda y hacerlo caminar.

## Historia

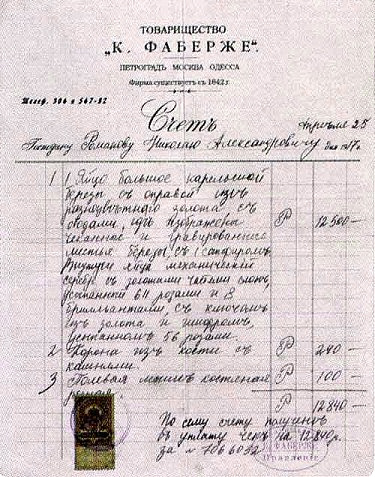
La factura original de Fabergé.

El huevo de abedul se creó en 1917 y debía completarse y entregarse al zar esa Pascua, como regalo para su madre, la emperatriz María Feodorovna. Sin embargo, antes de que se entregara el huevo, tuvo lugar la Revolución de febrero y Nicolás II se vio obligado a abdicar el 15 de marzo. El 25 de abril, Fabergé envió al zar una factura por el huevo, dirigiéndose a Nicolás II no como "zar de todos los rusos" sino como "Sr. Romanov, Nikolai Alexandrovich". Nicolás pagó 12.500 rublos y el huevo fue enviado al gran duque Miguel Alexandrovich en su palacio, para que lo presentara a la emperatriz, pero el duque huyó antes de que llegara. El huevo permaneció en el palacio hasta que fue saqueado a raíz de la Revolución de Octubre ese mismo año. 
Después de la Revolución de Octubre, el huevo fue adquirido por el Museo Rumyantsev de Moscú. Desapareció una vez más después de que el museo cerró en enero de 1927 y se dio por perdido. En 1999, la bisnieta de Fabergé, Tatiana, publicó dibujos de los diseños de ambos huevos, el de abedul y el de la constelación, pero se asumió que ambos estaban incompletos. El Huevo de abedul reapareció públicamente en 2001 cuando un coleccionista privado del Reino Unido, descendiente de emigrantes rusos, se lo vendió a Alexander Ivanov, el coleccionista moscovita propietario del Museo Faberge en Baden-Baden. La compra completa, que le costó al museo "millones de dólares", consistió en el huevo mismo, el estuche, la llave enjoyada para dar cuerda a la sorpresa, la factura original de Fabergé a Nicolás II y una carta de Fabergé a Alexander Kerensky quejándose de no haber cobrado y pidiendo que le entreguen el huevo. La "sorpresa" en sí no estaba en posesión del coleccionista y probablemente fue robada por soldados durante la Revolución de Octubre.